# Sofien Moussa
Sofien Moussa (La Marsa, 6 febbraio 1988) è un ex calciatore tunisino, di ruolo attaccante.

## Carriera

### Club

#### Marsa ed Étoile du Sahel
Moussa ha giocato con la maglia del Marsa fino al 2014, quando è stato ingaggiato dall'Étoile du Sahel. Ha esordito in squadra il 14 agosto, nel pareggio interno per 0-0 contro lo Sfaxien. Ha segnato la prima rete in data 22 marzo 2015, nella vittoria per 1-2 sul campo del Monastir.

#### Petrolul Ploiești
Il 9 luglio 2015, Moussa ha firmato un contratto biennale con i rumeni del Petrolul Ploiești. Ha esordito in squadra l'11 luglio, nel pareggio a reti inviolate contro la Steaua Bucarest. Il 31 luglio ha realizzato la prima rete, nel pareggio per 2-2 sul campo del Concordia Chiajna. Rimasto in squadra fino al mese di dicembre, ha rescisso il contratto che lo legava al Petrolul Ploiești perché il club non gli pagava lo stipendio. Il giocatore ha così fatto ricorso alla FIFA affinché gli venisse riconosciuto quanto dovuto.

#### Tromsø
Il 1º febbraio 2016, i norvegesi del Tromsø lo hanno presentato ufficialmente come nuovo giocatore del club: Moussa ha firmato un contratto annuale con la squadra. A causa del contenzioso aperto con il Petrolul Ploiești, Moussa ha ricevuto l'autorizzazione per giocare per il Tromsø soltanto il 21 marzo, con la FIFA che gli ha concesso un transfer provvisorio in attesa di una decisione definitiva. Ha esordito in Eliteserien il 3 aprile, subentrando a Magnus Andersen nel pareggio per 0-0 sul campo dell'Odd. Il 10 aprile ha trovato la prima rete, nella vittoria per 2-0 sullo Strømsgodset. Si è svincolato al termine del campionato 2016. Ha disputato 24 partite e 7 reti, tra campionato e coppa.

#### Lokomotiv
Il 13 febbraio 2017, i bulgari del Lokomotiv hanno reso noto sulla propria pagina Facebook l'ingaggio di Moussa, che si è legato al club per il successivo anno e mezzo.

#### Dundee
Il 14 luglio 2017 ha firmato ufficialmente un contratto biennale con gli scozzesi del Dundee.

## Statistiche

### Presenze e reti nei club
Statistiche aggiornate al 14 luglio 2017.
| Stagione       | Club              | Campionato   | Campionato | Campionato | Coppe nazionali | Coppe nazionali | Coppe nazionali | Coppe continentali | Coppe continentali | Coppe continentali | Supercoppe | Supercoppe | Supercoppe | Totale | Totale |
| Stagione       | Club              | Comp         | Pres       | Reti       | Comp            | Pres            | Reti            | Comp               | Pres               | Reti               | Comp       | Pres       | Reti       | Pres   | Reti   |
| -------------- | ----------------- | ------------ | ---------- | ---------- | --------------- | --------------- | --------------- | ------------------ | ------------------ | ------------------ | ---------- | ---------- | ---------- | ------ | ------ |
| 2010-2011      | Marsa             | L1           | 19         | 1          | CT              | ?               | ?               | -                  | -                  | -                  | -          | -          | -          | 19+    | 1+     |
| 2011-2012      | Marsa             | L1           | 20         | 2          | CT              | ?               | ?               | -                  | -                  | -                  | -          | -          | -          | 20+    | 2+     |
| 2012-2013      | Marsa             | L1           | 3          | 0          | CT              | ?               | ?               | -                  | -                  | -                  | -          | -          | -          | 3+     | 0+     |
| 2013-2014      | Marsa             | L1           | 18         | 2          | CT              | ?               | ?               | -                  | -                  | -                  | -          | -          | -          | 18+    | 2+     |
| Totale Marsa   | Totale Marsa      | Totale Marsa | 60         | 5          |                 | ?               | ?               |                    | -                  | -                  |            | -          | -          | 60+    | 5+     |
| 2014-2015      | Étoile du Sahel   | L1           | 16         | 2          | CT              | ?               | ?               | CCL                | ?                  | ?                  | -          | -          | -          | 16+    | 2+     |
| lug.-dic. 2015 | Petrolul Ploiești | L1           | 17         | 3          | CR+CdL          | 1+1             | 0               | -                  | -                  | -                  | -          | -          | -          | 19     | 3      |
| 2016           | Tromsø            | ES           | 20         | 5          | CN              | 4               | 2               | -                  | -                  | -                  | -          | -          | -          | 24     | 7      |
| feb.-giu. 2017 | Lokomotiv         | A-PFG        | 12         | 2          | CB              | -               | -               | -                  | -                  | -                  | -          | -          | -          | 12     | 2      |
| 2017-2018      | Dundee            | PL           | 0          | 0          | CS+CdL          | 0               | 0               | -                  | -                  | -                  | -          | -          | -          | 0      | 0      |
| Totale         | Totale            | Totale       | 125        | 17         |                 | 6+              | 2+              |                    | ?                  | ?                  |            | -          | -          | 131+   | 19+    |